# 桃坞区
桃坞区，中华人民共和国旧区名。
1961年由苏州市设置。在今江苏省苏州市区西北部。以区内桃花坞街得名。1963年撤销，并入金阊、平江二区。 